# سان أنطونيو دي لا فلوريدا
تصغير|"المهرجان الأول." رسم توضيحي بواسطة فرانسيسكو سانشا ( جوي!، 1907).
عيد سان أنطونيو دي لا فلوريدا (المعروف شعبيًا أيضًا باسم مهرجان سان أنطونيو دي لا فلوريدا) هو احتفال شعبي يُقام سنويًا في 13 يونيو تكريمًا لسان أنطونيو في مدينة مدريد. يتم تجمع المشاركين في الاحتفال في جولة دينية عبر ممشى لا فلوريدا نحو دير سان أنطونيو دي لا فلوريدا. حسب التقليد الشعبي، نشأت هذه الاحتفالية من عادة كانت لدى بعض الخياطات في مدريد في القرن التاسع عشر، حيث كنّ يلقين ثلاثة عشر دبابيس في ماء مبارك من حوض التعميد في الدير، محاكيات بذلك طقس تقديم المهر في الزواج. الهدف من هذه العادة الشعبية هو دعوة سان أنطونيو ليكون وسيطًا في الزواج (أي من يُساعد على إيجاد الزوج أو الزوجة). تقليديًا، تُعد هذه الاحتفالية واحدة من أولى المهرجانات الصيفية في السنة، كما يشير إليها بيت شعر للشاعر أنطونيو ترويبّا:
تُقام الاحتفالات الدينية تكريمًا لسان أنطونيو (المولود في لشبونة) في نفس يوم 13 يونيو، في رعية الصليب المقدس في شارع أتوشا، وتُشرف عليها الجمعية الملكية لسان أنطونيو "الغوينديرو" (المعروفة شعبيًا باسم "الغوينديروس"). تقوم هذه الجمعية بتوزيع الخبز والكرز على المصلين. في أوائل القرن الحادي والعشرين، انتقلت الاحتفالات الشعبية لمهرجان لا فلوريدا إلى الحديقة المجاورة "بومبيّا"، حيث تُقام هناك الفعاليات الشعبية، الأمسيات الاحتفالية، والمسابقات ذات المواضيع المتنوعة.
تم الانتهاء من بناء مغارة سان أنطونيو عام 1798 على ضفاف نهر مانزاناريس، تكريمًا لأنطونيو دي بادوا. يتوافق يوم 13 من يونيو مع تاريخ تقديسه كقديس. المغارة الموجودة في بداية القرن الحادي والعشرين هي البناء الديني الرابع الذي أقيم في ذلك الموقع.
في عام 1720، كانت هناك تمثال للسيدة العذراء الرحيمة بالقرب من بوابة سان فيسينتي، في موقع صغير للتعبد أعيد بناؤه لاحقًا بواسطة خوسيه دي تشوريغيرا. قام جندي بإضافة تمثال لسان أنطونيو إلى المكان، مما جعلها تُعبد لفترة من الزمن في الاحتفالات الدينية باسم "سيدتنا العذراء الرحيمة وسان أنطونيو".
من المحتمل جدًا أن غاسلات الملابس على ضفاف نهر مانزاناريس كن يعبّدن لهذا القديس. في أواخر القرن السابع عشر وبداية القرن الثامن عشر، لم تكن هناك بعد احتفالات دينية أو مهرجانات مخصصة للقديس في مدريد، رغم أن شعبيته بين أهل المدينة كانت في ازدياد.
التُّسمية "الجوينديروس"
كانت العناية بسان أنطونيو دي بادوا واسعة الانتشار في مدينة مدريد خلال الثلث الأول من القرن السابع عشر. كان أتباعه يُلقبون بـ "الجوينديروس". سبب هذا اللقب هو أن المتعبدين كانوا يرتدون حول أعناقهم قطعة مميزة تُسمى الإسكابولاريو (Escapulario) عليها صورة كرز أحمر (guinda)، وفي 13 يونيو كانوا يقدّمون ما يُعرف بـ "كرز القديس".
نشأت جماعة "الجوينديروس" من أسطورة محلية في مدريد، حيث كان هناك فلاح يرعى الحمير صاعدًا من منحدر لا فيغا حاملاً حماره محملاً بالكرز ليبيعه في سوق موستنس. في طريقه، انقطعت أربطة الحمولة وسقط الكرز على الأرض وتدحرجت ثمار الكرز نحو الأسفل. عندها دعا الفلاح سان أنطونيو طالبًا المساعدة.
بعد وقت قصير، ظهر راهب وساعد الفلاح على جمع كل الكرز المتناثر في الشارع. وعندما انتهى، جعل الراهب الفلاح يَعِدُه أن يحمل حفنة من الكرز إلى كنيسة سان نيكولاس بعد أن ينهي بيع حموله. لكن عندما توجه الفلاح إلى الكنيسة بعد انتهاء يومه وجدها خالية، ثم أدرك أن الراهب كان في الحقيقة سان أنطونيو دي بادوا بعدما رأى صورته في لوحة داخل الكنيسة.
اللوحة التي وضحت الأمر للفلاح موجودة الآن في إحدى كنائس الكنيسة المسماة "لا سانتا كروز".
التجمع الملكي لسان أنطونيو "الجوينديرو"
التجمع الملكي لسان أنطونيو "الجوينديرو" (المعروف شعبياً باسم "الجوينديروس") تأسس عام 1720، وكان يحتفل بمعجزة الفلاح على منحدر سان فيسنتي. كان مقر هذا التجمع في كنيسة سانتا كروز (الواقعة في بداية شارع أتوشا)، وهو يحتفظ حالياً باللوحة التي كانت سبب المعجزة. بالتزامن مع احتفالات مهرجان سان أنطونيو دي لا فلوريدا، يتم في 13 يونيو من كل عام تكريم القديس بتوزيع الخبز وثمار الكرز على أتباعه.
في أواخر القرن الثامن عشر، أدى تصميم طريق جديد لإعادة تأهيل مخرج العاصمة خلال حكم كارلوس الثالث (كما فعل مع شارع ألكالا والبوابة المسماة بنفس الاسم) إلى هدم المزار القديم في ممشى لا فلوريدا عام 1768. قام المهندس المعماري فرانسيسكو ساباتيني بتصميم طريق باردو الذي يبدأ من بوابة سان فيسنتي، وفي الوقت نفسه وضع خطة لبناء مزار جديد.
هذا المزار، وهو الثاني في سلسلة المزارع التي بُنيت في ذلك المكان، استمر لفترة قصيرة بلغت اثنين وعشرين عامًا فقط. تم بناؤه أبعد قليلاً عن مركز المدينة مقارنة بالمزار السابق، عند سفوح جبل برينسيبي بيو. لم يُعرف تصميمه بدقة لعدم حفظ أي مخططات أو رسومات له، ويُعرف موقعه فقط من خلال مخطط أنتونيوا إسبينوزا دي لوس مونتيروس عام 1769. ولكن حسب قول ساباتيني، فقد تم بناؤه مستفيدًا من مواد المزار القديم المُزال.
المهرجان والمزار الجديد
تم هدم مزار ساباتيني في عام 1792 خلال حكم كارلوس الرابع، وذلك بسبب إعادة تنظيم حضرية جديدة للمنطقة، بعد أن اشترى الملك قطعة أرض "لا فلوريدا" من ماركيز كاستل-رودريغو. تم نقل المزار الجديد أبعد من مركز المدينة، ليحتل موقع الدوار الموجود في بداية القرن الحادي والعشرين. قام المهندس الإيطالي فيليبي فونتانا، المكلف بمشروع القصر الملكي في "لا فلوريدا"، بتصميم وبناء هذا المزار الجديد. داخل المزار، رسم فرانثيسكو دي غويا لوحات جدارية تمثل واحدة من أشهر معجزات القديس. ومن الملاحظ في هذه اللوحات تمثيل الرجال والنساء مرتدين أزياء الماجوس، التشيسبيروس والتشولابوس. كان الملك ينوي استخدام المزار ككنيسة ملكية أثناء إقامته في قصر "لا فلوريدا". تم افتتاح كنيسة المزار في 12 يوليو 1799. وصف بعض الرسامين في ذلك العصر مثل خوسيه غوميز دي نافيا ممشى "لا فلوريدا" في أواخر القرن الثامن عشر.
تحول المزار إلى رعية دينية عام 1881، وهو التغيير الذي أثر سلبًا على حالة اللوحات الجدارية لدي غويا بسبب دخان الشموع. تم إعلان المزار نصبًا وطنيًا في عام 1905. ومن أجل تسهيل الوصول إلى المنطقة، تم تكليف المهندس خوسيه يوجينيو ريبييرا بتصميم جسر الملكة في عام 1909، ليحل محل الجسر المعروف بـ"الجسر الأخضر". سمح هذا الجسر الجديد بالوصول إلى سكان ضفتي النهر.
في عام 1919، نُقلت رفاة غويا من كنيسة سان إيسيدرو إلى المزار، ووُضعت أيضًا تمثال له نحت بواسطة خوسيه سان بارتولومي يانيشيس. بسبب القلق على حالة اللوحات الجدارية لدي غويا، كُلف المهندس خوان مويا إيديغوراس ببناء مزار جديد بدأ تشييده في عام 1925. هذا المزار الجديد، الذي يُعتبر شقيقًا للمزار السابق، خُصص فقط للطقوس الدينية. الأكاديمية الملكية للفنون الجميلة في سان فرناندو هي المسؤولة عن رعاية المزار، حيث تُقام قداسات في 30 مارس و16 أبريل، وهما تاريخا ميلاد ووفاة فرانثيسكو دي غويا ولوسينتس.
مع نهاية القرن التاسع عشر وبداية القرن العشرين، قلّصت وسائل النقل الجديدة الزمن اللازم لعبور المسافات بين العاصمة، وأتاح الترام نقل سكان مدريد إلى مناطق الاحتفالات. كان من أكثر خطوط الترام طلبًا وشعبية هو الترام رقم 8، الذي ينطلق من بوابة الشمس وينتهي في ممشى "لا فلوريدا" بجانب المزار. ساهم بناء محطة الشمال وافتتاح حديقة كازا دي كامبو في تنشيط المنطقة. ولكن الأسبقية في جدول الاحتفالات في مدريد انتهكت بين عشرينيات وخمسينيات القرن العشرين بسبب وجود مهرجان جديد يُسمى مهرجان سان فرناندو، الذي يُقام في 30 مايو ويُعرف شعبيًا باسم مهرجان الأميرة نسبة إلى شارع الأميرة القريب.
خلال الثلث الأول من القرن العشرين، لم تُقام الاحتفالات بجانب المزارات بل على الضفة الأخرى للنهر، حيث كانت توجد مناطق للتنزه وأكشاك لبيع الشوكولاتة. كان من المعتاد في فترة الاحتفال أن يتجه عدد كبير من الفلاحين إلى مدريد عبر بوابة سان فيسنتي لوضع أكشاكهم لبيع الخضروات والفواكه، حيث كان ازدحام الناس يزيد من فرص البيع.
أثناء الحرب الأهلية الإسبانية، تحولت المنطقة إلى ساحة معركة مما أدى إلى توقف الاحتفالات لمدة خمس سنوات. وعلى الرغم من قرب المنطقة من جبهة القتال، لم تتعرض المزارات لأي أضرار، رغم وجود تقارير عن سقوط قذائف في المناطق القريبة.
كونها أول مهرجان شعبي كلاسيكي يُقام في مدريد خلال السنة، فإنها تجمع عدداً كبيراً من سكان المدينة. تحتوي احتفالات سان أنطونيو على عناصر شعبية ودينية معًا. بعض العناصر الشعبية، مثل طقس الدبابيس، تستند إلى التقاليد وتستمر عبر الزمن مع رمزية مرتبطة بالقديس الذي يُعتبر وسيطًا للزواج. أما تقاليد أخرى مثل توزيع الخبز، والتي هي ذات طابع ديني بحت، فتبدو أقل بروزًا في إطار الاحتفالات.
طقس الدبابيس
من عادات القرن العشرين أن تتوجه النساء اللاتي بلغن سن الزواج (أي ما يُعرف شعبياً بـ«القابلات للزواج») في 13 يونيو إلى المذبح الصغير (الهيئة) ليضعن فيه ثلاثة عشر دبوسًا في مغطس المعمودية. هذا الفعل يحاكي مراسم العُرُوس التي تتبادل فيها العروسين ثلاث عشرة قطعة نقدية خلال حفل الزواج.
يُقال إن هذه العادة نشأت عن تقليد بدأته خيّاطات في القرن التاسع عشر بهدف تحقيق الارتباط والزواج خلال العام التالي.
في أواخر القرن العشرين، أصبح شائعًا ملء مغطس المعمودية بالدبابيس، ثم تغمس اليد مع راحة مفتوحة حتى قاع المغطس، وعند سحبها تُحسب الدبابيس المغروسة في راحة اليد، وعددها يُمثل عدد الخاطبين أو الخاطبات الذين سيُعيّن لهم ذلك العام (الفترة من يونيو حتى يونيو التالي بمناسبة سان أنطونيو).
حسب التقليد، كانت الخيّاطات تحضر في ساعات الصباح الأولى (بين السادسة والنصف والسابعة صباحًا) لتضيء شمعة لسان أنطونيو، وتقبل رفاته، وتلقي الدبابيس الثلاثة عشر في مغطس المعمودية، مرتدياتً شالات تنسدل على الأكتاف وتنورات طويلة مزينة بالكشاكش، مع وردات القرنفل مثبتة في الشعر.
حتى بداية القرن الحادي والعشرين، حدث اختلاف كبير في هذا الطقس بسبب كثرة الحضور، إذ كانت طوابير طويلة تنتظر الدور لوضع الدبابيس في المغطس.
خبز القديس ("Pan del Santo")
من العادات المرتبطة بالاحتفال في 13 يونيو حضور القداس الذي يتم خلاله "تبارك قطع الخبز الصغيرة" التي تُوزع بعده على الحضور، وتُعرف هذه القطع باسم "خبز القديس". يُعتقد أن حفظ هذه القطع لمدة عام كامل يجلب البركة والخير المادي، من خلال زيادة الحفظ والادخار. ولهذا السبب يُطلق عليها أيضًا اسم "خبز الفقراء" لأنها مباركة.
خلال أيام الاحتفال، كان السوق في ساحة المهرجان يمتلئ بالبائعين المتجولين الذين يبيعون أطعمة متنوعة مثل: بائعي العصير (aguajoleros)، وبائعي الكعك (buñoleros)، وبائعي الفطائر (barquilleros)، والحلويات (reposteros)، وبائعي المكسرات (avellaneros)، وبائعي البرتقال (naranjeros)، وغيرهم.
ومع اقتراب القرن الحادي والعشرين، تم إضافة أكشاك تقدم أطباقًا تقليدية من المطبخ المدريدي، مما أضاف تنوعًا أكثر للمنتجات المقدمة خلال الاحتفالات.
الاحتفال الشعبي (La verbena)
بعد انتهاء الطقوس الدينية، يتجه الناس إلى مناطق التنزه القريبة، مما يزيد من عدد المتواجدين في المنطقة المحيطة. بحلول نهاية القرن العشرين، كانت الاحتفالات تُقام في ساحة سان بول دي مار القريبة.
بعض الفعاليات والأنشطة تُقام بالقرب من "كازا مينغو" (Casa Mingo)، المكان الشهير لتناول سيدرا ودجاج مشوي.
على الرغم من أن يوم الاحتفال الرسمي بالقديس هو 13 يونيو، إلا أن المهرجان يمتد عادةً لحوالي أسبوع تقريبًا حول هذا التاريخ. تبدأ الاحتفالات عادةً في 9 يونيو، وتبدأ بأنشطة مثل إعلان بدء المهرجان (pregón de fiestas)، مما يهيئ الجو للاحتفالات التي تستمر طوال الأسبوع.
ظهور مهرجان سان أنطونيو في الأعمال الأدبية شائع في أعمال الجنر التشيكو أو القصص الشعبية. وبفضل هذه الشعبية، يتم إدراجه غالبًا في مشاهد الأدب في أواخر القرن التاسع عشر أو بداية القرن العشرين. ويُعتبر تقليديًا واحدًا من أوائل مهرجانات السنة، كما ورد في مقطوعة الشاعر أنطونيو ترويبا الشهيرة:
"أول مهرجان يرسله الله هو مهرجان سان أنطونيو دي لا فلوريدا"
والتي عُرضت لأول مرة عام 1931 في مسرح بافون.
كذلك، كثيرًا ما يظهر المهرجان أو أجواؤه في الأغاني الشعبية، سواء كانت مازوركات مثلما في حالة "لويسا فرناندا" وأغنيتها الشهيرة "مازوركا المظلات"، أو في الأوبريتات المسرحية (الزارزويلا). كما أن المهرجان كان بطلًا مطلقًا في نصوص المسرحية التي كتبها أوسيبيو سيينا بعنوان "سان أنطونيو دي لا فلوريدا" والتي لحنها إيساك ألبينيز وعرُضت في مسرح أبولو.
أصبحت التصويرات الفوتوغرافية شائعة في هذه الاحتفالات، إذ كانت آنذاك من الأمور الجديدة، وقد تم تصوير العديد من الشخصيات الشهيرة خلال المهرجان. توجد صور فوتوغرافية لمهرجان عام 1923 يمكن التعرف فيها على فيديريكو غارسيا لوركا ولويس بونيويل وهما يقفان معًا على خلفية ديكور يحاكي طيران طائرة.
في أوائل القرن الحادي والعشرين، كانت البرامج الثقافية بمناسبة احتفالات سان أنطونيو دي لا فلوريدا التي تنظمها الهيئة البلدية لمنطقة مونكلوا-أرافاكا في محيط حديقة لا بومبيلا، غاية في النشاط، وشارك فيها مشاهير من عالم الثقافة. من بين الذين ألقوا خطابات الافتتاح كانت الممثلة كارمن سيفيا (عام 2002)، والمخرج السينمائي أنطونيو ميرسيرو (عام 1997)، ومدير المسرح غوستافو بيريز بويغ، وحتى رئيس نادي ريال مدريد، لورينزو سانز. كما كان من بين مقدمي الخطابات الصحفيون أنخيل ديل ريو، وخوان مانويل دي برادا، وخوانخو دي لا إغليسا.
لفترة من الزمن، تكفلت الهيئة البلدية لمنطقة مونكلوا-أرافاكا بتكليف فناني عصرنا المعاصرين ذوي السمعة الرفيعة بتصميم ملصقات الاحتفالات. كان أول من تولى هذه المهمة الرسام الساخر العبقري أنطونيو مينغوتي، تلاه فنانون مثل خوسيه مانويل باليستر، وخافيير باليستر (مونتيسول)، وغويليرمو مونيوث فيرا، وهيرمينيو موليرو، وحتى ألبيرتو كوراثون، أول عضو في الأكاديمية الملكية للفنون الجميلة بسان فرناندو التي أنشأت فئة للمصمم.
على المسرح الرئيسي لمهرجانات سان أنطونيو دي لا فلوريدا قدّمت فرق موسيقية وفنانون منفردون من الصف الأول مثل مارتا سانشيز (1997)، ولو ديل ريو، وأزوكار مورينو (2000)، وكيتيما، ولوليتا، وسيلتاس كورطوس، ودانثا إنفيزبل، وغيرهم. كما شاركت فرق صاعدة مثل لا كاسا أزول (2007)، ولوص بونسيتس، وفيتوستا مورلا التي أصبحت فيما بعد فرقًا مرجعية في مشهد الـ إندي-بوب الإسباني، بالإضافة إلى فرق من أنواع مختلفة مثل مونتانا (2000)، وأول توغيذر باند (2000)، وغوارانا (2000)، وبيترسيلرز، ولا رابيا دل ميليينيو.
كأثر من آثار الاحتفال بالقديس في القرون التي سبقت القرن الثامن عشر، لا تزال بعض الرعايا في مدريد تحافظ على احتفالات موازية. من أمثلة ذلك رعية سانتا كروز، حيث تتولى الجمعية الملكية لسان أنطونيو "إل جوينديرو" مهمة توزيع الخبز والكرز بين المؤمنين في ذلك اليوم.
في شارع بيث (الموجود في حي مالاسانيا) تحتفل رعية سان أنطونيو (الألمان) أيضًا بعيد القديس. كما تقام الاحتفالات في شوارع كومِيلاس (في حي كارابانتشل).
أما عن أكثر الاحتفالات الشعبية التقليدية في مدريد فهي ثمانية، وتبدأ في 13 يونيو بمهرجان سان أنطونيو في مصلى سان أنطونيو دي لا فلوريدا.
وفي 24 يونيو تُقام احتفالات سان خوان بابتيستا في برادو.
وفي 27 يونيو مهرجان سان بيدرو الرسول وسان خوان في برادو أيضًا.
أما في 16 يوليو فمهرجان فيرجن دل كارمن في شامبيري.
وفي 25 يوليو مهرجان سانتياغو في ساحة أورينتي.
ثم في 7 أغسطس مهرجان سان كايتانو في لافابيي (منطقة كاسكورّو).
وفي 10 أغسطس مهرجان سان لورينزو في نفس الحي (على محور أرجوموزا وساحة لافابيي).
وأخيرًا في 15 أغسطس مهرجان فيربينّا دي لا بالوما.